# Drapeau et armoiries du canton de Saint-Gall
Le drapeau et les armoiries saint-galloises sont des emblèmes officiels du canton de Saint-Gall.

## Histoire
Le drapeau actuel du canton de Saint-Gall remonte au 21 juin 1803. Le drapeau fut créé pour le nouveau canton qui n'avait jamais existé sous cette forme, même avant l'avènement de la République helvétique héritée de l'invasion des troupes de Napoléon Ier, et nouvellement constitué en grande partie par les anciens Canton de Linth et Canton du Säntis hors les Rhodes Intérieures et Extérieures. 
Junker David von Gonzenbach, préfet de Saint-Gall et ayant déjà réalisé les armoiries de la ville, fut chargé de réaliser les nouvelles armoiries cantonales par une commission ad hoc constituée le 15 mars 1803. Une fois la description héraldique de Gonzenbach approuvée par le Petit Conseil, les armoiries furent envoyées à Louis d'Affry, premier Landamman de la Suisse le 26 mai 1803 pour être homologuées par lois et décrets du Grand Conseil le 21 juin 1803.

## Signification
Le site internet du canton de Saint-Gall donne l'explication suivante :
- Le faisceau de licteur, hérité des Romains, représente l'union et l'égalité des citoyens entre-eux[5], au même titre que le faisceau utilisé lors de la Révolution française. Il faut imaginer le faisceau de licteur en trois dimensions afin de comprendre que le faisceau est composé de huit verges (trois d'entre-elles sont dès lors cachées sur une représentation en deux dimensions) représentant les huit districts cantonaux lors de la création du nouveau canton en 1803 après l'Acte de Médiation, à savoir Saint-Gall, Rorschach, Gossau, le Toggenburg supérieur, le Toggenburg inférieur, le Rheinthal, Sargans et Utznach.
- Les rubans verts représentent la solidarité.
- La hache représente la force et la puissance des uns et des autres mis ensemble.
- Le vert, couleur des libéraux de l'époque[5], fut repris du drapeau de la République helvétique, symbolisant la liberté.
- Le blanc représente l'innocence puisque le nouvel état devait s'affranchir de l'injustice des privilèges des temps anciens.

## Ancien drapeau

Drapeau alternatif du Canton de Saint-Gall de la fin des années 30 à 1951.

De 1931, et jusqu'en 1951, une croix noire fut ajoutée sur la hache afin de renforcer le sentiment d'appartenance à la Suisse et pour éviter une confusion et se distancier d'un symbole fasciste. 
Cette représentation est visible sur le site internet des concepteurs des nouvelles armoiries de 2011 ou encore dans certaines éditions de livres de collection de timbres « Kaffee HAG ». Des objets divers portant cette croix, tels que des autocollants, ou encore des écussons brodés,, sont encore vendus en 2017.

## Descriptions

### Description vexillologique
La description vexillologique du drapeau saint-gallois est « Vert au faisceau blanc lié par un ruban croisé, aux cinq verges visibles et à une hache traversante blanche tournée vers la hampe et pointue à l'arrière. ».

### Description héraldique
La description héraldique des armoiries du canton de Saint-Gall est « De sinople au faisceau de licteur d'argent en pal, lié par un ruban croisé du champ aux cinq verges visibles et à une hache du second traversante tournée vers dextre et pointue à senestre ».

## Autre représentation vexillologique et héraldique
Le drapeau est également décliné sous forme d'oriflamme, soit en queue de pie, soit en base plate. L'oriflamme des cantons reprenant le drapeau cantonal dans sa partie supérieure et les couleurs cantonales dans la partie inférieure est appelée un drapeau « complet ». 
De plus, le site internet du Gouvernement saint-gallois représente ses armoiries sous la forme d'un écu suisse pour sa partie inférieure depuis 2011. À ce titre, il faut rappeler que l'héraldique ne fait que de préciser les charges mais que la forme de ces dernières sont, d'une certaine façon, soumises à libre appréciation, sauf indication contraire. Ainsi, à moins de préciser explicitement la forme de l'écu dans la description héraldique, la forme de l'écu importe peu.

Drapeau complet saint-gallois.
Forme de l'écu utilisée sur la communication officielle.

## Utilisation et mention
Les armoiries se retrouvent sur les plaques d'immatriculation arrières de véhicules enregistrés dans le canton de St-Gall.
Le drapeau et les armoiries sont identiques. La hache est tournée vers la hampe du drapeau, et sur les armoiries elle regarde vers la droite héraldique.

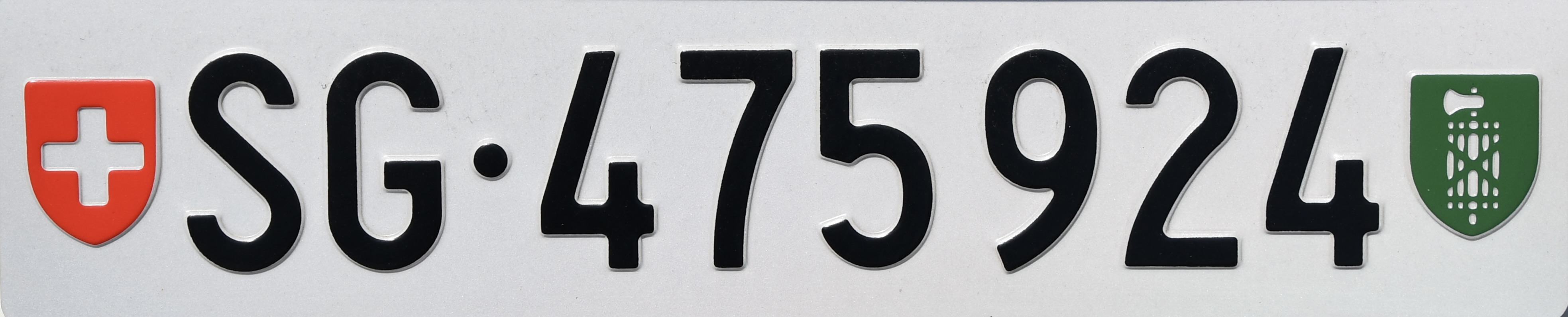
Plaque d'immatriculation arrière saint-galloise.